# Iris susiana
Iris susiana är en irisväxtart som beskrevs av Carl von Linné. Iris susiana ingår i släktet irisar, och familjen irisväxter.
Artens utbredningsområde är Libanon. Inga underarter finns listade i Catalogue of Life.

## Bildgalleri

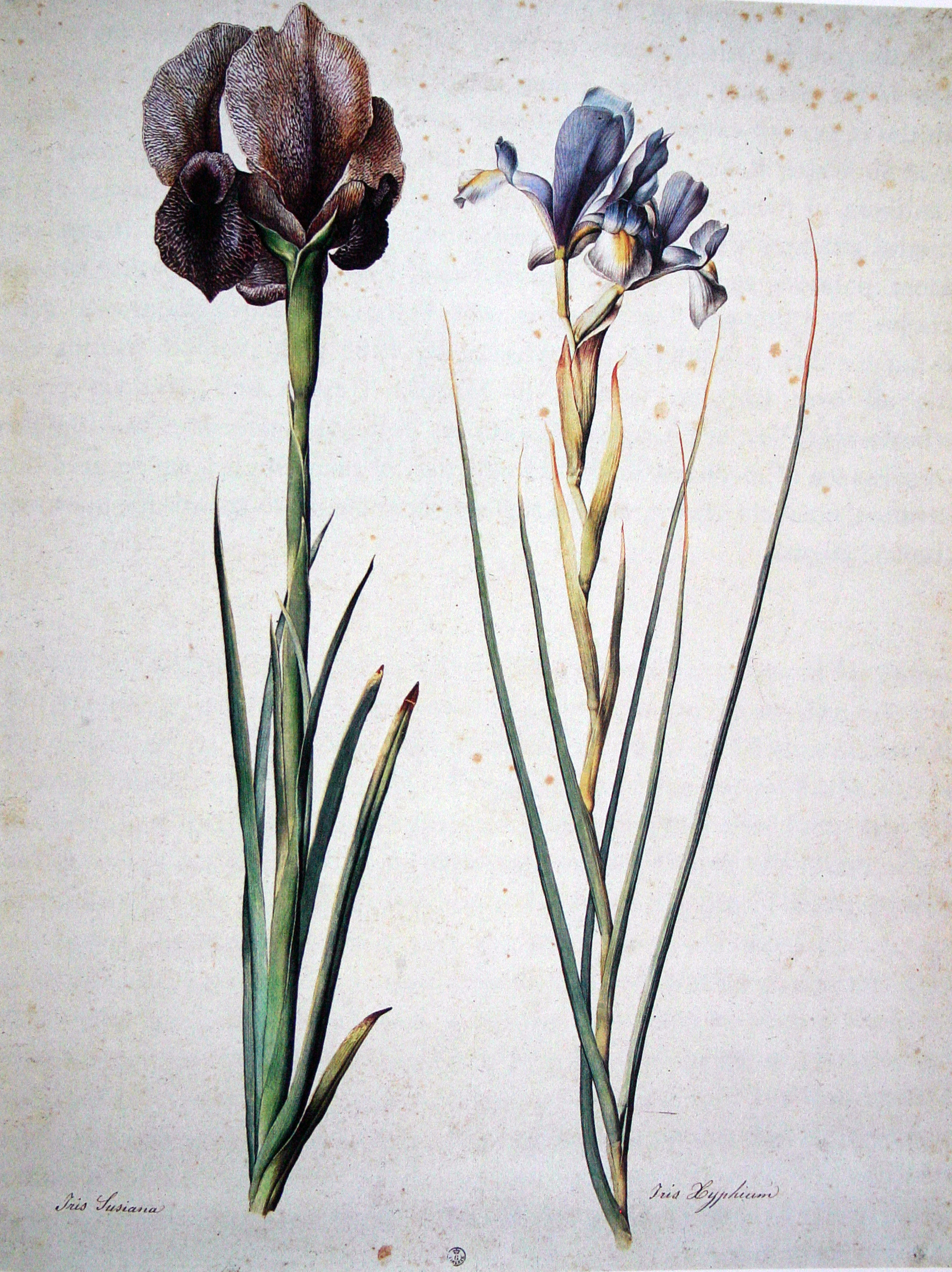